# Leo Scheffczyk
Leo Scheffczyk (21. února 1920 Beuthen, dnešní Bytom – 8. prosince 2005 Mnichov) byl německý římskokatolický kněz, teolog a kardinál.

## Biografie
Studoval na univerzitě ve Vratislavi, později ve Freisingu a Mnichově. Kněžské svěcení přijal 29. června 1947 v Mnichově. Poté působil v pastoraci, přednášel v semináři v Königsteinu, v roce 1957 se habilitoval v oboru teologie. Přednášel na univerzitách v Tubingenu a Mnichově, stal se členem Bavorské akademie věd a dvou papežských akademií – Papežské mariánské akademie a Papežské teologické akademie v Římě. Po územní reorganizaci katolické církve v Německu byl v roce 1999 inkardinovaný do arcidiecéze Mnichov-Freising.
Papež Jan Pavel II. ho jako znamenitého teologa povýšil při konzistoři v únoru 2001 do kardinálské hodnosti. Vzhledem ke svému věku 81 let byl zbaven závazku přijmout biskupské svěcení, neměl rovněž právo účastnit se konkláve.